# Ruby (namn)
Ruby är ett för- och efternamn i engelskspråkiga länder:

## Personer med efternamnet Ruby
- Jack Ruby (1911–1967), amerikansk nattklubbsägare, sköt Lee Harvey Oswald
- Karine Ruby (1978–2009), fransk snowgoardåkare
- Lloyd Ruby (1928–2009), amerikansk racerförare

## Personer med förnamnet eller artistnamnet Ruby

### Män
- Ruby Laffoon (1869–1941), amerikansk politiker, demokrat, guvernöir i Kentucky

### Kvinnor
- Ruby (sångare) (född 1981), egyptisk sångerska
- Ruby Dee (1922–2014), amerikansk skådespelare, författare och aktivist
- Ruby Ferguson (1899–1966), brittisk författare av ungdomsböcker
- Ruby Keeler (1909–1993), amerikansk skådespelare, dansare och sångerska
- Ruby Lin (född 1976), taiwanesisk skådespelare
- Ruby Murray (1935–1996), sångare
- Ruby Rose (född 1986), Australian MTV VJ
- Ruby Katherine Stevens (1907–1990), amerikansk skådespelare känd under namnet Barbara Stanwyck
- Ruby Wax (född 1953), amerikansk-brittisk komiker